# غوس ليونارد
غوس ليونارد (بالإنجليزية: Gus Leonard)‏ هو ممثل أمريكي، ولد في 4 فبراير 1859 في مارسيليا في فرنسا، وتوفي في 27 مارس 1939 في لوس أنجلوس في الولايات المتحدة.

## أعمال

### أفلام
- (1917) مقروص
- (1925) الطالب الجديد

## وصلات خارجية
- غوس ليونارد على موقع IMDb (الإنجليزية)
- غوس ليونارد على موقع أول موفي (الإنجليزية)
- غوس ليونارد على موقع قاعدة بيانات الفيلم (الإنجليزية)